# Widad Draou
Widad Draou, née le 1er juin 1996, est une karatéka algérienne.

## Carrière
Elle obtient la médaille d'or en kumite individuel des moins de 55 kg et en kumite par équipe lors des Championnats d'Afrique de karaté 2018 à Kigali.
Elle est médaillée d'argent en kumite individuel des moins de 55 kg lors des Championnats d'Afrique de karaté 2019 à Gaborone.
Elle remporte la médaille de bronze en kumite individuel des moins de 55 kg lors des Jeux africains de 2019 à Rabat.

## Palmarès
| Année | Compétition                           | Lieu     | Résultat | Catégorie          |
| ----- | ------------------------------------- | -------- | -------- | ------------------ |
| 2018  | Championnats d'Afrique de karaté 2018 | Kigali   | 1re      | Kumite -55 Kg      |
| 2018  | Championnats d'Afrique de karaté 2018 | Kigali   | 1re      | Kumite par équipes |
| 2019  | Championnats d'Afrique de karaté 2019 | Gaborone | 2e       | Kumite -55 Kg      |
| 2019  | Championnats d'Afrique de karaté 2019 | Gaborone | 3e       | Kumite par équipes |
| 2019  | Jeux africains de 2019                | Rabat    | 3e       | Kumite -55 Kg      |
| 2019  | Jeux africains de 2019                | Rabat    | 3e       | Kumite par équipes |
| 2020  | Championnats d'Afrique de karaté 2020 | Tanger   | 1re      | Kumite -55 Kg      |